# Sinnai
Sinnai település Olaszországban, Szardínia régióban, Cagliari megyében. Lakosainak száma 17 161 fő (2023. január 1.). Sinnai Burcei, Dolianova, Maracalagonis, Settimo San Pietro, Villasalto, Villasimius, Castiadas, Quartucciu és Soleminis községekkel határos.

## Népesség
A település lakossága az elmúlt években az alábbi módon változott:
| Lakosok száma | 17 417 | 17 562 | 17 161 |
|               | 2017   | 2018   | 2023   |